# UB-11号潜艇
陛下之UB-11号艇是德意志帝国海军于第一次世界大战期间建造的其中一艘UB-I型近岸作战潜艇或称U艇。它由不来梅的威悉船厂承建，自1914年11月7日开始铺设龙骨。其全长略小于28米，水面及水下排水量分别为127吨和141吨，艇载武器除两具450毫米的艇艏鱼雷发射管外，还有一挺安装在甲板上的机枪。它于1915年3月下水并以UB-11号之名交付使用。
UB-11号入役时的艇长指挥该艇仅一周多。没有资料显示军方在战争结束前继续委派指挥官，因此无法确定该艇是否仍在服役。据报道，UB-11号曾于1915年9月在基尔用作训练艇。它在战争期间并未进行巡逻，也没有击沉任何船只，表明该艇可能始终处于训练职能。战争结束时，UB-11号被认为已不具备适航性，无法与德国潜艇部队的其它成员一同前往哈维奇投降。它获准留在德国，至1920年2月由斯廷内斯拆解报废。

## 设计及建造
在第一次世界大战初期，随着德意志帝国陆军沿北海海岸快速推进，比利时佛兰德沿岸的安特卫普、泽布吕赫和奥斯坦德等港口相继落入德国人手中，这大大方便了德军潜艇遣出英吉利海峡的作战行动。然而，帝国海军当时却缺乏适合在佛兰德周边狭窄的浅海中行动的U艇。为此，1914年8月中旬开始设计的“34号工程”催生出了UB-I型潜艇，这是一种可以通过铁路运输发往作战港口并能够迅速组装的小型近岸潜艇。为满足铁路限界的要求，UB-I型的设计需要艇长在28米左右，排水量约125吨，并装备两具鱼雷发射管。UB-11号作为由国家海军办公室委托不来梅威悉船厂建造的首批7艘UB-I型潜艇（UB-9至UB-15号）中的一部分，于1914年10月15日订购，此时距离该艇型的设计启动尚不足两个月。
UB-11号自1914年11月7日开始铺设龙骨。竣工时，UB-11号的全长为27.88米，舷宽3.15米，有3.03米的吃水深度。它搭载有一台功率为44千瓦特（59匹軸馬力）的科尔庭四缸四冲程柴油发动机用于水面运行，以及一台89千瓦特（119匹軸馬力）的西门子-舒克特电动发电机用于水下航行；两者都与一副单螺旋桨轴相连，可分别提供最高7.45節（13.80每小時）的水面航速和最高6.24節（11.56每小時）的水下航速。在更匀速的状态下，它可以连续在水面航行1,500海里（2,800）而无需加油，或连续在水下航行45海里（83）而无需充电。与同型的所有姊妹艇一样，UB-11号的潜航深度为50米，可以在33秒内完全潜入水中。
在武器装备方面，UB-11号内置有两具450毫米的艇艏鱼雷发射管，可装载2枚C/03型鱼雷，舰桥前部的甲板上则设有一挺可拆卸的8毫米机枪。其标准船员编制为1名军官加13名水兵。在威悉船厂的建造完成后，UB-11号于1915年3月2日下水。

## 服役历史
1915年3月4日，UB-11号在首度担任艇长、时年25岁的海军中尉拉尔夫·温宁格的指挥下正式入役。但温宁格指挥该艇仅一周后，便调任至UB-17号。没有资料表明何人接替他担任UB-11号艇长，因此无法确定该艇是否仍在继续服役。
根据海军历史学家R·H·吉布森和莫里斯·普伦德加斯特的说法，UB-11号于1915年9月被分配至基尔潜艇学校。它在战争期间并未进行巡逻，也没有击沉任何船只，表明该艇可能始终被用作训练艇。
战争结束时，协约国要求所有德国U艇驶往英国哈维奇正式投降。但UB-11号被视为不具备适航能力的八艘潜艇之一，从而获准留在德国。该艇最终于1920年2月3日由斯廷内斯拆解报废。

## 脚注
1. 1 2 3 4 5 6 7  Helgason, Guðmundur. . German and Austrian U-boats of World War I - Kaiserliche Marine - Uboat.net.   [2009-02-19].
2. 1 2  Tarrant，第172頁.
3. ↑  . 美丽华船舶索引.   [2009-03-19].
4. ↑  Gröner 1991，第22-23頁.
5. ↑  Gardiner，第180頁.
6. 1 2 3  Helgason, Guðmundur. . German and Austrian U-boats of World War I - Kaiserliche Marine - Uboat.net.   [2022-03-02].
7. 1 2 3  Miller，第46–47頁.
8. ↑  Karau，第48頁.
9. 1 2  陈进，第45頁.
10. ↑  Miller，第458頁.
11. ↑  Williamson，第12頁.
12. ↑  Karau，第49頁.
13. ↑  Helgason, Guðmundur. . German and Austrian U-boats of World War I - Kaiserliche Marine - Uboat.net.   [2009-03-04].
14. ↑  Gibson & Prendergast，第63頁.
15. 1 2  Gibson & Prendergast，第331–332頁.